# 카지노 드 파리

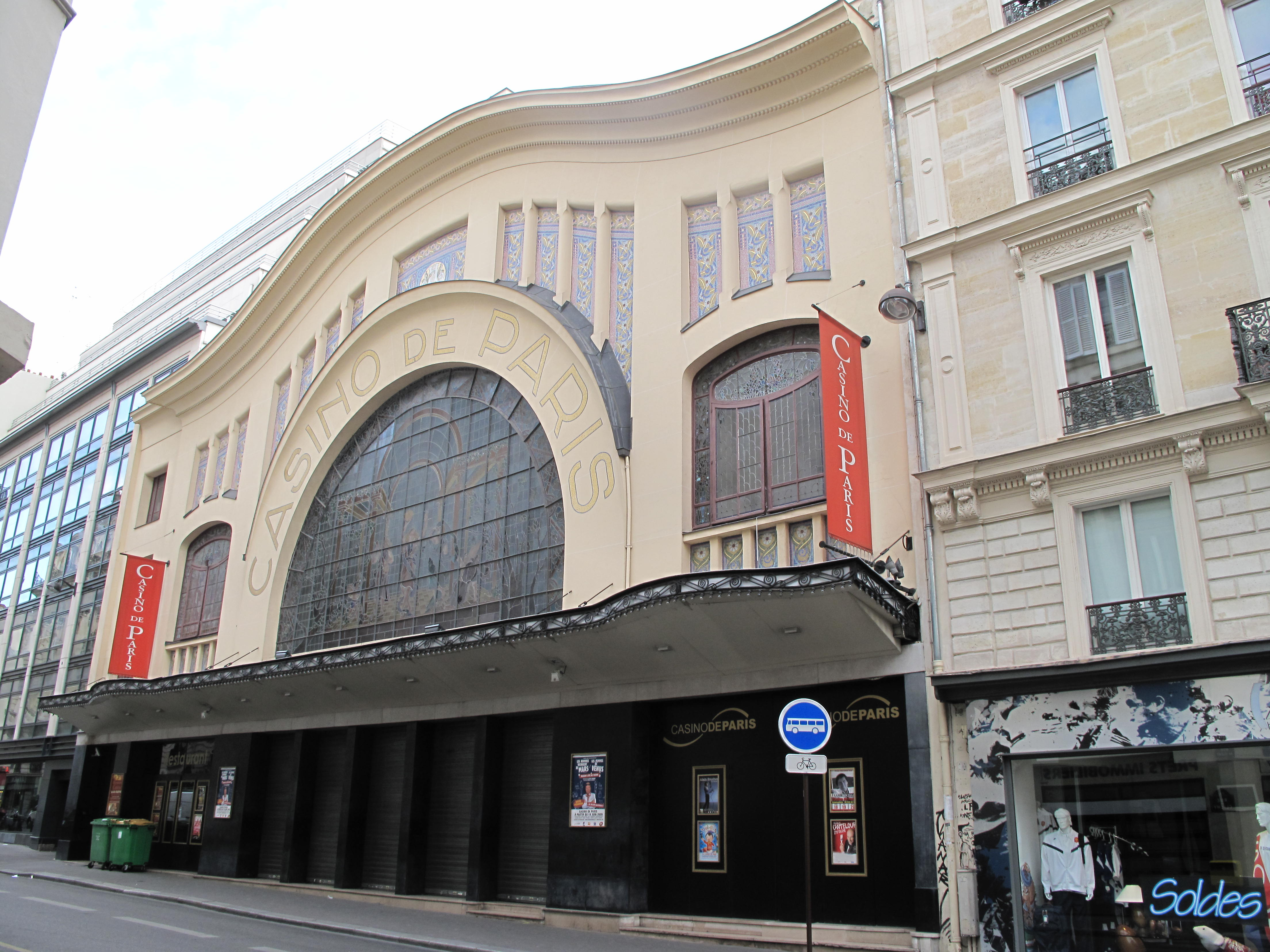
카지노 드 파리

카지노 드 파리(Casino de Paris)는 프랑스 파리에 위치한 음악 공연장이다. 이 공연장의 역사는 18세기까지 거슬러 올라간다. 이름과 달리 도박장은 아니다.

## 역사
1730년 건물이 세워졌고, 프랑스 혁명 후 '트볼리 정원'으로 이름이 바뀌었다. 1880년 레슬링을 포함한 다양한 공연을 볼 수 있는 극장이 되었다가 제1차세계대전 후 영화관 겸 음악공연장으로 바뀌었다.
1970년대에 이브 생 로랑이 건물을 디자인하였다.

## 같이 보기
- 올랭피아 (파리)
- 물랭 루주